# Шефер, Эмануэль
Эмануэль Пауль Виктор Шефер (нем. Emanuel Paul Viktor Schäfer; 20 апреля 1900, Гульчин, Германская империя — 4 декабря 1974, Кёльн, ФРГ) — немецкий юрист, оберфюрер СС, руководитель айнзацгруппы II на территории оккупированной Польши и командир полиции безопасности и СД в Сербии и Триесте.

## Биография
Эмануэль Шефер родился 20 апреля 1900 года в семье владельца отеля. После рождения сына его отец переехал в город Рыбник в Верхней Силезии. Там Шефер посещал народную школу и гимназию. В июне 1918 году во время Первой мировой войны был призван в действующую армию, однако в боевых действиях участия не принял.
В начале 1919 года поступил на службу в пограничную охрану Верхней Силезии, где участвовал в подавлении Силезских восстаний. Как и многие его сверстники, Шефер из-за военных событий и службе на границе получил аттестат зрелости без предварительного экзамена. В 1920 году поступил в университет Бреслау на юридический факультет. 1 августа 1925 года, сдав диссертацию по гражданскому праву, получил докторскую степень по праву.
В 1925 году вступил в военизированную организацию «Стальной шлем». В апреле 1926 года поступил на службу в полицию и завершил обучение в полицейском учреждении в Шарлоттенбурге. В начале 1928 года сдал выпускной экзамен и 1 марта 1928 года был принят на службу в полицейское управление в Бреслау. В конце 1928 года стал начальником отдела по расследованию убийств в Бреслау и оставался на должности до 26 февраля 1933 года, когда он был назначен начальником политической полиции. 1 сентября 1933 года получил чин советника уголовной полиции.
В 1928 году перешёл из католической церкви в протестантскую, из которой вышел в 1936 году и представлял себя как «gottgläubig». После войны он вернулся в протестантскую церковь.
За два года до прихода нацистов к власти в 1931 году стал членом-спонсором организации СС. В начале 1933 года вступил в Штурмовые отряды (СА), а 20 апреля 1933 года стал труппфюрером СА. В мае 1934 года получил должность руководителя отделения гестапо в Оппельне. В 1935 году получил звание штурмфюрера СА. 1 октября 1936 года стал правительственным и уголовным советником.
26 сентября 1936 года был зачислен в ряды СС (№ 280018). С 1933 года служил в аппарате СД. 20 апреля 1937 года получил звание оберштурмфюрера СС, а 1 августа 1938 года —  гауптштурмфюрера СС. 9 ноября 1938 года ему было присвоено звание штурмбаннфюрера СС, а 10 сентября 1939 года — оберштурмбаннфюрера СС. 1 мая 1937 года вступил в НСДАП (билет № 4659879). Будучи начальником гестапо в Оппельне, Шефер вместе с сотрудниками своего ведомства сфальсифицировал нападение на радиостанцию в Глайвице, которое послужило предлогом для вторжения в Польшу.
В сентябре 1939 года во время вторжения немецких войск в Польшу в рамках операции «Танненберг» Шефер возглавил айнзацгруппу II численностью в 300 человек, в состав которой входили две зондеркоманды. В задачи айнзацгрупп входила «борьба со всеми антигерманскими враждебными элементами в тылу сражающихся войск» и одновременно всеобъемлющее уничтожение польской интеллигенции. Айнзацгруппа II выдвинулась вслед за 10-й армией фельдмаршала Вальтера фон Рейхенау и 7 сентября 1939 года достигла города Ченстохова. Офицер штаба группы армий «Юг» передал 180 заключенных граждан айнзацгруппе  II, а когда до него дошёл слух о расстреле пленников, он потребовал их возвращения. Шефер объяснил ему, что от рейхсфюрера СС Генриха Гиммлера он получил приказ расстрелять всех членов польских восстанческих группировок.
В ноябре 1939 года стал руководителем недавно созданного отделения гестапо в Катовице.  С октября 1940 года и до 1941 года возглавлял отделение гестапо в Кёльне. На этой должности отвечал за депортацию 3000 евреев в Литцманштадт и Ригу. 6 января 1942 года был назначен командиром полиции безопасности и СД в Сербии и в конце того же месяца был повышен до штандартенфюрера СС. На этой должности участвовал в уничтожении сербских евреев в газвагенах. После прекращения своей деятельности в Сербии принимал участие в Арденнской операции и впоследстиви стал командиром полиции безопасности и СД в Триесте.
После окончания войны скрылся и получил от подразделения вермахта фальшивые документы на имя Эрнста Шляйфера. Летом 1945 года был отпущен из американского плена. В Зауэрланде Шефер работал торговым представителем на фабрике по производству лакокрасочных изделий и в октябре 1949 года переехал в Кёльн. До ареста в апреле 1951 года на основании ордера денацификационной палаты Билефельда  жил в Кёльне под чужим именем, работая на складе магазина по продаже меха и кожи.
20 июня 1951 года был приговорён 1-й денацификационной палатой Билефельда к 1 году и 9 месяцам тюремного заключения за принадлежность к гестапо и СД. С учётом предварительного заключения отбывал наказание до февраля 1953 года.
20 июня 1953 года был приговорён земельным судом Кёльна к общему сроку в 6 лет и 6 месяцев тюремного заключения по обвинению в пособничестве в убийстве в одном случае и непредумышленном убийстве в двух случаях, а также в пособничестве в убийстве более 5000 евреев в белградском лагере Саймиште. В двух отдельных случаях речь шла о расстреле сербского таможенника по предполагаемому подозрению, что тот убил двух фольксдойче, а также коммунистического профессора гимназии Сильвиры Томасини, которую Шефер распорядился расстрелять. 18 октября 1956 года был освобождён досрочно. После освобождения работал в институте промышленной рекламы в Дюссельдорфе. Умер в 1974 году в Кёльне.